# Quarta Hostilia

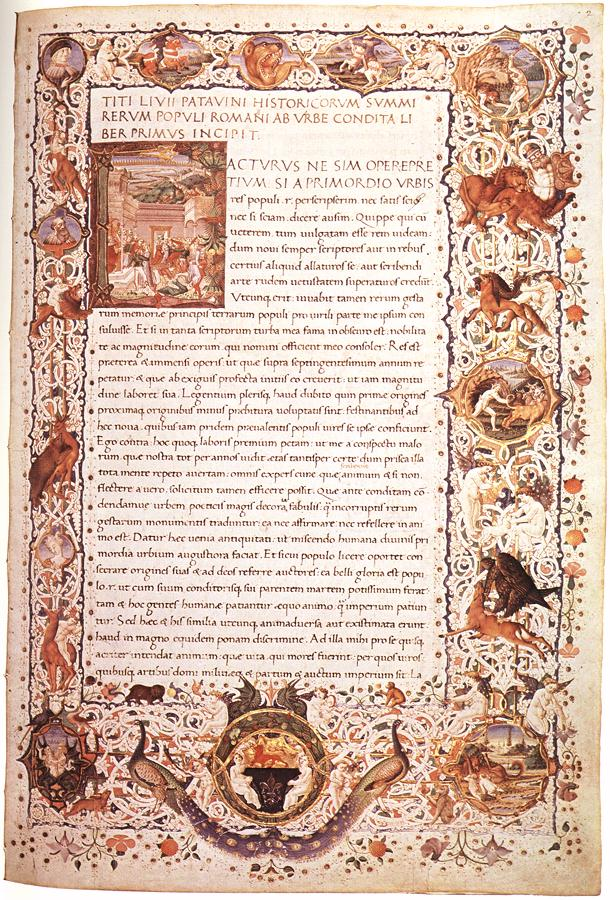
Histoire romaine de Tite-Live, manuscrit florentin enluminé du XVe siècle

Quarta Hostilia est la femme du consul Caius Calpurnius Piso. Elle a été accusée et condamnée pour avoir empoisonné son mari en -180 av. J.-C.

## Origines du nom "Quarta Hostilia"
Quarta est un adjectif de 1re classe : Quartus, Quarta. Cela signifie "quart, quatrième".
D'après le dictionnaire Gaffiot, Hostilia est un nom de la première déclinaison : Hostilia, Hostiliae, f et désigne un bourg près de la ville de Vérone.
La gens Hostilia est également une très ancienne famille originaire de Rome. Ses origines remontent au temps de Romulus et elle donna un roi, Tullus Hostilius, à Rome. Sous la République, la famille était plébéienne.

## Le récit deTite-Live
D'après l'historien latin, le consul Caius Calpurnius Piso est mort de l'épidémie qui sévissait à Rome et en Italie depuis trois années, mais il signale l'accusation dont a été victime son épouse, et les motifs qui ont animé ses accusateurs. Le fils de Quarta Hostilia, issu d'un premier lit semble-t-il, ayant échoué à être élu consul face à son mari, elle se serait débarrassée de ce dernier afin de libérer pour son fils la voie du consulat.

« C’était surtout la mort du consul qui paraissait suspecte. On disait qu’il avait péri par les mains de sa femme Quarta Hostilia. Lorsqu’on vit son fils Q. Fulvius Flaccus nommé consul à la place de son beau-père Pison, les soupçons acquirent plus de gravité. Des témoins affirmaient qu’après l’élection des consuls Albinus et Pison, dans les comices mêmes où Flaccus venait d’échouer, sa mère lui avait reproché d’avoir vu sa candidature déjà trois fois repoussée ; elle avait ajouté qu’il se tînt prêt à se remettre sur les rangs, qu’avant deux mois elle saurait assurer sa nomination. Plusieurs autres témoignages se réunissaient contre Hostilia ; mais ce fut surtout cette parole trop malheureusement confirmée par l’événement, qui décida sa condamnation. »

## Contexte historique
L'accusation contre Quarta Hostilia est portée alors qu'au même moment et pour plusieurs années, les autorités romaines entreprennent une vaste enquête dans toute l'Italie sur le scandale des Bacchanales et sur les empoisonnements massifs.

## Analyse deFlorence Dupont
Pour Florence Dupont, les accusations d'empoisonnement récurrentes qui se succèdent dans l'histoire de Rome portées à l'encontre de matrones patriciennes ou plébéiennes, et qui concernent environ 190 épouses en -331 et environ 2000 épouses en -180, sont révélatrices surtout de la volonté d'agir ou de prendre du pouvoir chez des femmes ou des affranchis qui n'étaient pas en "situation de pouvoir" dans cette société patriarcale. Les maris auraient donc surtout été victimes de surdosages ou d'effets indésirables d'une "cuisine féminine" assez répandue.

« Qu'étaient ces potions préparées par les matrones ? Des philtres d'amour ? Des remèdes contre la stérilité ? [...] Il est peu probable qu'elles aient toutes voulu les tuer. L'emploi du philtre ou de la magie est fréquent à Rome chez ceux qui ne sont pas en situation de pouvoir. [...] Or, ces philtres préparés par des sorcières en relation avec le monde des morts semblent avoir été extrêmement dangereux, causant mort ou folie. »